# GP2 Asia в сезоне 2011
Для старшей серии GP2, смотрите GP2 в сезоне 2011.
Сезон 2011 GP2 Asia — четвёртый и последний сезон гоночной серии GP2 Asia, второй сезон, который проводился за один календарный год, а не за два. В отличие от предыдущих двух сезонов серии сезон начался лишь в феврале, чтобы команды смогли приспособиться к новому шасси GP2/11 (до этого серия использовала первую модификацию машины GP2. Сезон был также ознаменован дебютом трёх команд в серии: две новые команды, Carlin и Team AirAsia, и Racing Engineering, которая ни разу не участвовала в азиатской серии.

Сезон изначально должен был состоять из трёх этапов, начинающихся 11 февраля на трассе Яс Марина в Объединённых Арабских Эмиратах и заканчивающихся 13 марта на трассе Сахир в Бахрейне. Однако, два этапа в Бахрейне, назначенные на 17-19 февраля и 11-13 марта, были отменены из-за антиправительственных протестов в столице страны, Манаме. 1 марта 2011 года организаторы серии добавили в сезон этап в Италии на автодроме Энцо и Дино Феррари 19-20 марта.

Чемпион дебютного сезона серии Ромен Грожан с командой DAMS выиграл чемпионат во второй раз после борьбы с пилотом команды Lotus ART Жюлем Бьянки. Пилот команды Barwa Addax Team Гидо ван дер Гарде стал бронзовым призёром, заработав подиумы на обеих гонках в Имоле. DAMS стала чемпионом, на четыре очка обойдя Lotus ART.

## Команды и пилоты
| Команда                 | №  | Пилот                  | Этапы |
| ----------------------- | -- | ---------------------- | ----- |
| iSport International    | 1  | Маркус Эрикссон        | Все   |
| iSport International    | 2  | Сэм Бёрд               | Все   |
| Arden International     | 3  | Йозеф Краль            | Все   |
| Arden International     | 4  | Джолион Палмер         | Все   |
| Lotus ART               | 5  | Жюль Бьянки            | Все   |
| Lotus ART               | 6  | Эстебан Гутьеррес      | Все   |
| Super Nova Racing       | 7  | Файруз Фаузи           | Все   |
| Super Nova Racing       | 8  | Джонни Чекотто-младший | Все   |
| DAMS                    | 9  | Ромен Грожан           | Все   |
| DAMS                    | 10 | Поль Вархауг           | Все   |
| Scuderia Coloni         | 11 | Михаэль Херк           | Все   |
| Scuderia Coloni         | 12 | Джеймс Джейкс          | 1     |
| Scuderia Coloni         | 12 | Лука Филиппи           | 2     |
| Ocean Racing Technology | 14 | Андреа Кальдарелли     | Все   |
| Ocean Racing Technology | 15 | Оливер Тёрви           | Все   |
| Barwa Addax Team        | 16 | Шарль Пик              | Все   |
| Barwa Addax Team        | 17 | Гидо ван дер Гарде     | Все   |
| Trident Racing          | 18 | Стефано Колетти        | Все   |
| Trident Racing          | 19 | Родольфо Гонсалес      | Все   |
| Rapax                   | 20 | Фабио Ляймер           | Все   |
| Rapax                   | 21 | Хулиан Леаль           | Все   |
| Racing Engineering      | 22 | Натанаэль Бертон       | Все   |
| Racing Engineering      | 23 | Дани Клос              | Все   |
| Carlin                  | 24 | Михаил Алёшин          | Все   |
| Carlin                  | 25 | Макс Чилтон            | Все   |
| Team AirAsia            | 26 | Луис Разия             | Все   |
| Team AirAsia            | 27 | Давиде Вальсекки       | Все   |

## Календарь 2011
Календарь был анонсирован 7 октября 2010 года. Он содержал три этапа в феврале и марта, в отличие от четырёх в сезоне 2009/10. Однако, после беспорядков в Бахрейне, было решено провести вместо отмененных этапов один этап в Имоле. Гонка в Абу-Даби стала дебютной гонкой для шасси GP2/11.
| Этап | Этап   | Место проведения                        | Трасса                          | Дата       | Гонка поддержки      |
| ---- | ------ | --------------------------------------- | ------------------------------- | ---------- | -------------------- |
| 1    | Гонка  | Абу-Даби, Объединённые Арабские Эмираты | Яс Марина                       | 11 февраля | самостоятельный этап |
| 1    | Спринт | Абу-Даби, Объединённые Арабские Эмираты | Яс Марина                       | 12 февраля | самостоятельный этап |
| —    | Гонка  | Сахир, Бахрейн                          | Международный автодром Бахрейна | 18 февраля | самостоятельный этап |
| —    | Спринт | Сахир, Бахрейн                          | Международный автодром Бахрейна | 19 февраля | самостоятельный этап |
| —    | Гонка  | Сахир, Бахрейн                          | Международный автодром Бахрейна | 12 марта   | Гран-при Бахрейна    |
| —    | Спринт | Сахир, Бахрейн                          | Международный автодром Бахрейна | 13 марта   | Гран-при Бахрейна    |
| 2    | Гонка  | Имола, Италия                           | Автодром Энцо и Дино Феррари    | 19 марта   | самостоятельный этап |
| 2    | Спринт | Имола, Италия                           | Автодром Энцо и Дино Феррари    | 20 марта   | самостоятельный этап |

## Результаты
| Этап | Этап   | Трасса                          | Поул-позиция                                         | Быстрый круг                                         | Победитель                                           | Команда                                              |
| ---- | ------ | ------------------------------- | ---------------------------------------------------- | ---------------------------------------------------- | ---------------------------------------------------- | ---------------------------------------------------- |
| 1    | Гонка  | Яс Марина                       | Ромен Грожан                                         | Жюль Бьянки                                          | Жюль Бьянки                                          | Lotus ART                                            |
| 1    | Спринт | Яс Марина                       |                                                      | Жюль Бьянки                                          | Стефано Колетти                                      | Trident Racing                                       |
| —    | Гонка  | Международный автодром Бахрейна | Отменены в связи с антиправительственными протестами | Отменены в связи с антиправительственными протестами | Отменены в связи с антиправительственными протестами | Отменены в связи с антиправительственными протестами |
| —    | Спринт | Международный автодром Бахрейна | Отменены в связи с антиправительственными протестами | Отменены в связи с антиправительственными протестами | Отменены в связи с антиправительственными протестами | Отменены в связи с антиправительственными протестами |
| —    | Гонка  | Международный автодром Бахрейна | Отменены в связи с антиправительственными протестами | Отменены в связи с антиправительственными протестами | Отменены в связи с антиправительственными протестами | Отменены в связи с антиправительственными протестами |
| —    | Спринт | Международный автодром Бахрейна | Отменены в связи с антиправительственными протестами | Отменены в связи с антиправительственными протестами | Отменены в связи с антиправительственными протестами | Отменены в связи с антиправительственными протестами |
| 2    | Гонка  | Автодром Энцо и Дино Феррари    | Ромен Грожан                                         | Ромен Грожан                                         | Ромен Грожан                                         | DAMS                                                 |
| 2    | Спринт | Автодром Энцо и Дино Феррари    |                                                      | Ромен Грожан                                         | Дани Клос                                            | Racing Engineering                                   |

## Положения в чемпионате

### Личный зачёт
| Поз. | Пилот                  | ЯСМ  | ЯСМ  | ИМО  | ИМО  | Очки |
| ---- | ---------------------- | ---- | ---- | ---- | ---- | ---- |
| 1    | Ромен Грожан           | 2    | Сход | 1    | 7    | 24   |
| 2    | Жюль Бьянки            | 1    | 8    | 3    | Сход | 18   |
| 3    | Гидо ван дер Гарде     | 5    | 23   | 2    | 3    | 16   |
| 4    | Стефано Колетти        | 8    | 1    | 5    | Сход | 11   |
| 5    | Фабио Ляймер           | 10   | 6    | 6    | 2    | 9    |
| 6    | Маркус Эрикссон        | 4    | 3    | 10   | 16   | 9    |
| 7    | Давиде Вальсекки       | 3    | 4    | ДСК  | 17   | 9    |
| 8    | Михаэль Херк           | 13   | 5    | 4    | 5    | 9    |
| 9    | Дани Клос              | Сход | 22   | 7    | 1    | 8    |
| 10   | Йозеф Краль            | 6    | 2    | 12   | 9    | 8    |
| 11   | Эстебан Гутьеррес      | Сход | 12   | 11   | 4    | 3    |
| 12   | Сэм Бёрд               | 7    | Сход | Сход | Сход | 2    |
| 13   | Поль Вархауг           | Сход | 20   | 13   | 6    | 1    |
| 14   | Файруз Фаузи           | Сход | 15   | 8    | Сход | 1    |
| 15   | Джонни Чекотто-младший | 15   | 7    | 15   | 19   | 0    |
| 16   | Оливер Тёрви           | 18   | 19   | 14   | 8    | 0    |
| 17   | Родольфо Гонсалес      | 11   | 9    | 9    | Сход | 0    |
| 18   | Шарль Пик              | 9    | 21   | 20   | 11   | 0    |
| 19   | Джолион Палмер         | 14   | 10   | 18   | Сход | 0    |
| 20   | Лука Филиппи           |      |      | 22   | 10   | 0    |
| 21   | Андреа Кальдарелли     | 16   | 11   | 17   | 12   | 0    |
| 22   | Макс Чилтон            | 12   | 18   | 21   | 15   | 0    |
| 23   | Натанаэль Бертон       | Сход | 14   | Сход | 13   | 0    |
| 24   | Джеймс Джейкс          | 17   | 13   |      |      | 0    |
| 25   | Луис Разия             | Сход | 16   | Сход | 14   | 0    |
| 26   | Хулиан Леаль           | Сход | 17   | 16   | 18   | 0    |
| 27   | Михаил Алёшин          | Сход | 24   | 19   | 20   | 0    |
| Поз. | Пилот                  | ЯСМ  | ЯСМ  | ИМО  | ИМО  | Очки |

| Легенда к таблице |                                                                    |
| --- | ------------------------------------------------------------------ |
| В таблице перечислены результаты всех гонок сезона. Строками таблицы являются гонщики или команды, столбцами — этапы соревнований. В каждой клетке указан результат, дополнительно обозначенный цветом. Расшифровка обозначений и цветов представлена в нижеследующей таблице. |                                                                    |
| \| Пример \| Описание \| \| ------------ \| ------------------------------------------------------------------ \| \| 1 \| Победитель \| \| 2 \| Второе место \| \| 3 \| Третье место \| \| 5 \| Финишировал, заработав очки \| \| Сход \| Не финишировал, но при этом заработал очки \| \| 12 \| Финишировал, не получив очков \| \| НКЛ \| Финишировал, но не попал в финальную классификацию \| \| 15 \| Участвовал вне зачёта, либо по отдельной классификации \| \| 18 \| Не финишировал, но попал в финальную классификацию \| \| Сход \| Не финишировал \| \| НКВ \| Не прошёл квалификацию \| \| НПКВ \| Не прошёл предквалификацию \| \| ДСК \| Дисквалифицирован \| \| ИСК \| Исключён из протокола соревнований \| \| ТТ \| Заявлен для участия только в тренировках \| \| НС \| Участвовал в квалификации, но не стартовал в гонке \| \| Т \| Травмирован или болен \| \| ОТК \| Отказ от участия \| \| НТР \| Прибыл на соревнования, но на трассу не выезжал \| \| НПР \| Был заявлен в числе участников, но не прибыл к началу соревнований \| \| О \| Соревнования отменены \| \| \| Не участвовал \| \| Поул-позиция \| \| \| Быстрый круг \| \| |                                                                    |
| Пример | Описание                                                           |
| 1 | Победитель                                                         |
| 2 | Второе место                                                       |
| 3 | Третье место                                                       |
| 5 | Финишировал, заработав очки                                        |
| Сход | Не финишировал, но при этом заработал очки                         |
| 12 | Финишировал, не получив очков                                      |
| НКЛ | Финишировал, но не попал в финальную классификацию                 |
| 15 | Участвовал вне зачёта, либо по отдельной классификации             |
| 18 | Не финишировал, но попал в финальную классификацию                 |
| Сход | Не финишировал                                                     |
| НКВ | Не прошёл квалификацию                                             |
| НПКВ | Не прошёл предквалификацию                                         |
| ДСК | Дисквалифицирован                                                  |
| ИСК | Исключён из протокола соревнований                                 |
| ТТ | Заявлен для участия только в тренировках                           |
| НС | Участвовал в квалификации, но не стартовал в гонке                 |
| Т | Травмирован или болен                                              |
| ОТК | Отказ от участия                                                   |
| НТР | Прибыл на соревнования, но на трассу не выезжал                    |
| НПР | Был заявлен в числе участников, но не прибыл к началу соревнований |
| О | Соревнования отменены                                              |
| | Не участвовал                                                      |
| Поул-позиция |                                                                    |
| Быстрый круг |                                                                    |

| Пример       | Описание                                                           |
| ------------ | ------------------------------------------------------------------ |
| 1            | Победитель                                                         |
| 2            | Второе место                                                       |
| 3            | Третье место                                                       |
| 5            | Финишировал, заработав очки                                        |
| Сход         | Не финишировал, но при этом заработал очки                         |
| 12           | Финишировал, не получив очков                                      |
| НКЛ          | Финишировал, но не попал в финальную классификацию                 |
| 15           | Участвовал вне зачёта, либо по отдельной классификации             |
| 18           | Не финишировал, но попал в финальную классификацию                 |
| Сход         | Не финишировал                                                     |
| НКВ          | Не прошёл квалификацию                                             |
| НПКВ         | Не прошёл предквалификацию                                         |
| ДСК          | Дисквалифицирован                                                  |
| ИСК          | Исключён из протокола соревнований                                 |
| ТТ           | Заявлен для участия только в тренировках                           |
| НС           | Участвовал в квалификации, но не стартовал в гонке                 |
| Т            | Травмирован или болен                                              |
| ОТК          | Отказ от участия                                                   |
| НТР          | Прибыл на соревнования, но на трассу не выезжал                    |
| НПР          | Был заявлен в числе участников, но не прибыл к началу соревнований |
| О            | Соревнования отменены                                              |
|              | Не участвовал                                                      |
| Поул-позиция |                                                                    |
| Быстрый круг |                                                                    |

### Командный зачёт
| Поз. | Команда                 | №  | ЯСМ  | ЯСМ  | ИМО  | ИМО  | Очки |
| ---- | ----------------------- | -- | ---- | ---- | ---- | ---- | ---- |
| 1    | DAMS                    | 9  | 2    | Сход | 1    | 7    | 25   |
| 1    | DAMS                    | 10 | Сход | 20   | 13   | 6    | 25   |
| 2    | Lotus ART               | 5  | 1    | 8    | 3    | Сход | 22   |
| 2    | Lotus ART               | 6  | Сход | 12   | 11   | 4    | 22   |
| 3    | Barwa Addax Team        | 16 | 9    | 21   | 20   | 11   | 16   |
| 3    | Barwa Addax Team        | 17 | 5    | 23   | 2    | 3    | 16   |
| 4    | Trident Racing          | 18 | 8    | 1    | 5    | Сход | 11   |
| 4    | Trident Racing          | 19 | 11   | 9    | 9    | Сход | 11   |
| 5    | iSport International    | 1  | 4    | 3    | 10   | 16   | 11   |
| 5    | iSport International    | 2  | 7    | Сход | Сход | Сход | 11   |
| 6    | Rapax                   | 20 | 10   | 6    | 6    | 2    | 9    |
| 6    | Rapax                   | 21 | Сход | 17   | 16   | 18   | 9    |
| 7    | Team AirAsia            | 26 | Сход | 16   | Сход | 14   | 9    |
| 7    | Team AirAsia            | 27 | 3    | 4    | ДСК  | 17   | 9    |
| 8    | Scuderia Coloni         | 11 | 13   | 5    | 4    | 5    | 9    |
| 8    | Scuderia Coloni         | 12 | 17   | 13   | 22   | 10   | 9    |
| 9    | Racing Engineering      | 22 | Сход | 14   | Сход | 13   | 8    |
| 9    | Racing Engineering      | 23 | Сход | 22   | 7    | 1    | 8    |
| 10   | Arden International     | 3  | 6    | 2    | 12   | 9    | 8    |
| 10   | Arden International     | 4  | 14   | 10   | 18   | Сход | 8    |
| 11   | Super Nova Racing       | 7  | Сход | 15   | 8    | Сход | 1    |
| 11   | Super Nova Racing       | 8  | 15   | 7    | 15   | 19   | 1    |
| 12   | Ocean Racing Technology | 14 | 16   | 11   | 17   | 12   | 0    |
| 12   | Ocean Racing Technology | 15 | 18   | 19   | 14   | 8    | 0    |
| 13   | Carlin                  | 24 | Сход | 24   | 19   | 20   | 0    |
| 13   | Carlin                  | 25 | 12   | 18   | 21   | 15   | 0    |
| Поз. | Команда                 | №  | ЯСМ  | ЯСМ  | ИМО  | ИМО  | Очки |

| Легенда к таблице |                                                                    |
| --- | ------------------------------------------------------------------ |
| В таблице перечислены результаты всех гонок сезона. Строками таблицы являются гонщики или команды, столбцами — этапы соревнований. В каждой клетке указан результат, дополнительно обозначенный цветом. Расшифровка обозначений и цветов представлена в нижеследующей таблице. |                                                                    |
| \| Пример \| Описание \| \| ------------ \| ------------------------------------------------------------------ \| \| 1 \| Победитель \| \| 2 \| Второе место \| \| 3 \| Третье место \| \| 5 \| Финишировал, заработав очки \| \| Сход \| Не финишировал, но при этом заработал очки \| \| 12 \| Финишировал, не получив очков \| \| НКЛ \| Финишировал, но не попал в финальную классификацию \| \| 15 \| Участвовал вне зачёта, либо по отдельной классификации \| \| 18 \| Не финишировал, но попал в финальную классификацию \| \| Сход \| Не финишировал \| \| НКВ \| Не прошёл квалификацию \| \| НПКВ \| Не прошёл предквалификацию \| \| ДСК \| Дисквалифицирован \| \| ИСК \| Исключён из протокола соревнований \| \| ТТ \| Заявлен для участия только в тренировках \| \| НС \| Участвовал в квалификации, но не стартовал в гонке \| \| Т \| Травмирован или болен \| \| ОТК \| Отказ от участия \| \| НТР \| Прибыл на соревнования, но на трассу не выезжал \| \| НПР \| Был заявлен в числе участников, но не прибыл к началу соревнований \| \| О \| Соревнования отменены \| \| \| Не участвовал \| \| Поул-позиция \| \| \| Быстрый круг \| \| |                                                                    |
| Пример | Описание                                                           |
| 1 | Победитель                                                         |
| 2 | Второе место                                                       |
| 3 | Третье место                                                       |
| 5 | Финишировал, заработав очки                                        |
| Сход | Не финишировал, но при этом заработал очки                         |
| 12 | Финишировал, не получив очков                                      |
| НКЛ | Финишировал, но не попал в финальную классификацию                 |
| 15 | Участвовал вне зачёта, либо по отдельной классификации             |
| 18 | Не финишировал, но попал в финальную классификацию                 |
| Сход | Не финишировал                                                     |
| НКВ | Не прошёл квалификацию                                             |
| НПКВ | Не прошёл предквалификацию                                         |
| ДСК | Дисквалифицирован                                                  |
| ИСК | Исключён из протокола соревнований                                 |
| ТТ | Заявлен для участия только в тренировках                           |
| НС | Участвовал в квалификации, но не стартовал в гонке                 |
| Т | Травмирован или болен                                              |
| ОТК | Отказ от участия                                                   |
| НТР | Прибыл на соревнования, но на трассу не выезжал                    |
| НПР | Был заявлен в числе участников, но не прибыл к началу соревнований |
| О | Соревнования отменены                                              |
| | Не участвовал                                                      |
| Поул-позиция |                                                                    |
| Быстрый круг |                                                                    |

| Пример       | Описание                                                           |
| ------------ | ------------------------------------------------------------------ |
| 1            | Победитель                                                         |
| 2            | Второе место                                                       |
| 3            | Третье место                                                       |
| 5            | Финишировал, заработав очки                                        |
| Сход         | Не финишировал, но при этом заработал очки                         |
| 12           | Финишировал, не получив очков                                      |
| НКЛ          | Финишировал, но не попал в финальную классификацию                 |
| 15           | Участвовал вне зачёта, либо по отдельной классификации             |
| 18           | Не финишировал, но попал в финальную классификацию                 |
| Сход         | Не финишировал                                                     |
| НКВ          | Не прошёл квалификацию                                             |
| НПКВ         | Не прошёл предквалификацию                                         |
| ДСК          | Дисквалифицирован                                                  |
| ИСК          | Исключён из протокола соревнований                                 |
| ТТ           | Заявлен для участия только в тренировках                           |
| НС           | Участвовал в квалификации, но не стартовал в гонке                 |
| Т            | Травмирован или болен                                              |
| ОТК          | Отказ от участия                                                   |
| НТР          | Прибыл на соревнования, но на трассу не выезжал                    |
| НПР          | Был заявлен в числе участников, но не прибыл к началу соревнований |
| О            | Соревнования отменены                                              |
|              | Не участвовал                                                      |
| Поул-позиция |                                                                    |
| Быстрый круг |                                                                    |